# 奧斯特里夫卡 (奧恰基夫區)
46°43′10″N 31°42′30″E / 46.71944°N 31.70833°E
奧斯特里夫卡（羅馬化：Ostrivka），是烏克蘭南部的村莊，隸屬尼古拉耶夫州的尼古拉耶夫區。該村面積0.42平方公里，海拔高度19米，2001年人口273，人口密度每平方公里650人。